# Chuyến tàu đến Yuma
Chuyến tàu đến Yuma (tựa gốc: 3:10 to Yuma) là một phim Viễn Tây của Mỹ năm 2007 do James Mangold đạo diễn và Cathy Konrad sản xuất, có sự tham gia của Russell Crowe và Christian Bale trong các vai chính, với dàn diễn viên phụ Peter Fonda, Gretchen Mol, Ben Foster, Dallas Roberts, Alan Tudyk, Vinessa Shaw và Logan Lerman. Phim nói về một người nông dân nghèo vì hạn hán (Bale) có một công việc nguy hiểm là áp giải tên tội phạm khét tiếng (Crowe) tới tòa án. Đây là một bản làm lại của phim điện ảnh năm 1957, qua đó trở thành bản điện ảnh chuyển thể thứ hai từ truyện ngắn "Three-Ten to Yuma" của Elmore Leonard. Chuyến tàu đến Yuma phát hành tại Hoa Kỳ vào ngày 7 tháng 9 năm 2007 và nhận phản hồi tích cực từ giới phê bình.